# 60 (число)
Вижте пояснителната страница за други значения на 60.
60 (шестдесет) е естествено, цяло число, следващо 59 и предхождащо 61.
Шестдесет с арабски цифри се записва „60“, а с римски цифри – „LX“. Числото 60 е съставено от две цифри от позиционните бройни системи – 6 (шест) и 0 (нула).

## Общи сведения
- 60 е четно число.
- 60 е атомният номер на елемента неодим.
- 60-ият ден от годината е 1 март (при невисокосна година).
- 60 е година от Новата ера.
- 60 месеца са 5 години.